# Pulse GP
La Pulse GP è un team che ha partecipato alle competizioni del motomondiale nella stagione 2001 nella classe 500, ripresentando semplicemente la medesima motocicletta che aveva gareggiato gli anni precedenti dapprima per le insegne del Team Elf ed in seguito per quelle della Muz Weber, la ELF 500 ROC.
Non essendo riuscita ad ottenere un adeguato sviluppo tecnologico, a fine campionato la moto aveva partecipato a soli 9 gare su 16 non arrivando mai sul podio, mentre i suoi piloti, Jason Vincent e Mark Willis, non arrivarono mai in zona punti il primo, mentre il secondo ottenne come migliore risultato un tredicesimo posto e 3 punti. Nella classifica costruttori la Pulse si piazzò al 6º e ultimo posto della classifica.
Per problemi economici e mancanza di sponsor il team ha cessato l'attività alla fine dello stesso anno.